# Mirophthirus liae
Mirophthirus liae ist eine Art der Echten Tierläuse, die beim Chinesischen Zwergbilch vorkommt. Sie ist der einzige Vertreter der Gattung Mirophthirus. Das Typexemplar stammte aus der Region Guizhou. Aufgrund einzigartiger morphologischer Merkmale wurde von Chin vorgeschlagen, Gattung und Art in die monotypische Familie Mirophthiridae einzuordnen. Diese ist aber bislang nicht anerkannt. Der Artname wurde von Chin nach seiner Frau Kuei-Chen Li, Professorin und Expertin für Flöhe, benannt.

## Merkmale
Der Kopf ist kurz und breit. Er trägt fünfgliedrige Antennen, deren zweites Glied bei beiden Geschlechtern einen großen, hakenförmigen Sporn trägt. Der Thorax ist ebenfalls kurz und breit, die pro- und mesothorakalen Sterniten sind verschmolzen. Das Mesonotum besitzt ein Paar Tracheenöffnungen. Alle drei Beinpaare sind schlank. Das erste ist sehr klein, die Coxae liegen eng beieinander und die Beine sind nahezu vollständig unter dem Kopf verborgen. Das zweite und dritte Beinpaar sind dagegen lang und stehen weit vom Körper ab, wobei das mittlere das längste ist. Die Tarsi sind klein und tragen eine kleine Kralle. Die abdominalen Segmente 2 bis 7 haben je ein Tergit und ein Sternit und eine Borstenreihe am Hinterrand. Paratergalplatten (Sklerotisierungen seitlich der Tergiten) sind in den Segmenten zwei bis acht vorhanden und haben, außer am Segment 3, an ihrem Hinterrand ein Borstenpaar. Die Segmente drei bis acht tragen jeweils eine Tracheenöffnung, hinter der dritten bis sechsten sitzen zwei oder drei kleine Borsten. Außer an der letzten befindet sich hinter den Tracheenöffnungen ein stark sklerotisierter Sinus.
Der breite Kopf, der markante Antennensporn, die nicht fusionierten Thoraxabschnitte und die langen Beinpaare 2 und 3 unterscheiden die Art deutlich von anderen Echten Tierläusen (Anoplura), so dass Chin auch eine eigene Unterordnung (Protanoplura) gerechtfertigt sieht. Diese könnte sich früh in der Evolution von den Anoplura getrennt haben oder ein früher Vorfahre der Unterordnung sein.